# Appel du soir
L'Appel du soir ou la Cloche du soir (en russe : Вечерний звон) est un tableau du peintre russe Isaac Levitan (1860-1900), réalisé en 1892. Il appartient aux collections de la Galerie Tretiakov. Ses dimensions sont de 87 × 107,6 cm.

## Histoire et description
L'idée d'une toile représentant un monastère sous la lumière du soleil couchant vient à Levitan alors qu'il vit à Slobodka près de Zvenigorod, et qu'il admire le coucher de soleil sur le monastère de Savvino-Storojevski. Deux ans plus tard, il est à Plios (Ples) à la recherche de nouveaux motifs de peintures. Il voit à Iourievets, un petit monastère dont l'image fait renaître en lui son désir de peindre un tel sujet. C'est ainsi que son tableau entrelace ses visions de deux monastères différents. Le second monastère situé près de Iourieviets voit son nom orthographié soit Krivoozerski, soit Krivoezerski,,. 

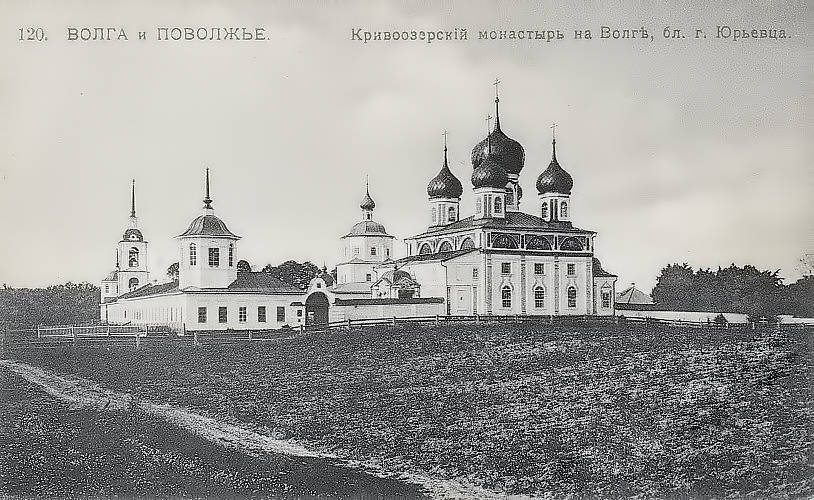
Monastère de Krivoezerski sur la Volga près de la ville de Iourevets- photo de 1913

Ce monastère est déjà représenté dans le tableau de Levitan Monastère silencieux (1890), qui est également exposé à la Galerie Tretiakov deux ans auparavant. Ce monastère est fermé dans les années 1950, à la suite de la construction du réservoir de Gorki, qui rend inondable la zone où il est construit.
Ce tableau l'Appel du soir dépeint le monastère dans un coude du fleuve au moment où l'illumine la lumière du soleil couchant. Le monastère est entouré d'un bois aux couleurs de l'automne. Les nuages de tons blancs et lilas se reflètent dans le miroir formé par les eaux qui coulent paisiblement. Il est possible que le goût de Levitan pour la beauté des anciens édifices religieux lui vienne des goûts de son maître Alexeï Savrassov (1830-1897) de l'École de peinture, de sculpture et d'architecture de Moscou.
Comme dans le Monastère silencieux l'édifice religieux est ici représenté au-delà de la rivière et un bout de rive proche est visible au premier plan. La rivière est plus large ici que dans l'autre tableau et n'est pas traversée par un fragile pont en bois. Près des rives se trouvent une jetée et des bateaux et au milieu des eaux passent une barque et ses passagers. Les bâtiments sont les mêmes que dans l'autre tableau de Levitan mais ils sont plus dégagés en étant moins entourés d'arbres. L'ensemble est plus ouvert au spectateurs et le sentier ne disparaît pas dans les buissons mais mène directement au monastère 
En décembre 1892, le tableau Appel du soir a été envoyé à Saint-Pétersbourg, à l'Académie des Beaux-Arts, pour être présenté par le département russe à l'Exposition universelle de 1893 à Chicago ,. La toile a été exposée à Chicago sous le nom de Monastère la veille de la fête ,.

## Critiques
L'historien d'art Alekseï Fiodorov-Davydov décrit ainsi la succession des tableaux de l'artiste: « La méditation est la base de la recherche incessante de Levitan. À la suite de son séjour sur la Volga de 1889, il crée plusieurs tableaux "littéraires" et philosophiques comme l'Appel du soir, Eaux profondes et enfin, en guise de conclusion, une synthèse avec Paix éternelle ». 
Levitan représente les variations infinies de la nature en toute saison. Il aime les couleurs tendres du printemps ou en demi-tons de l'automne. Il préférait travailler en fin d'après midi ou même au crépuscule.

## Détails du tableau

Appel du soir
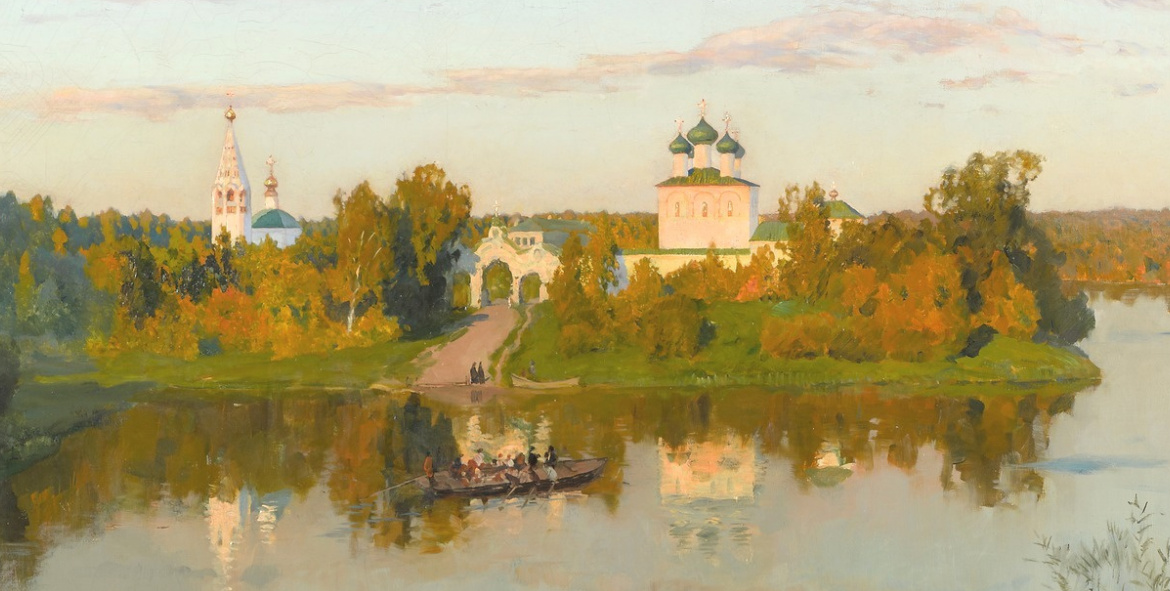
Le monastère et un bateau
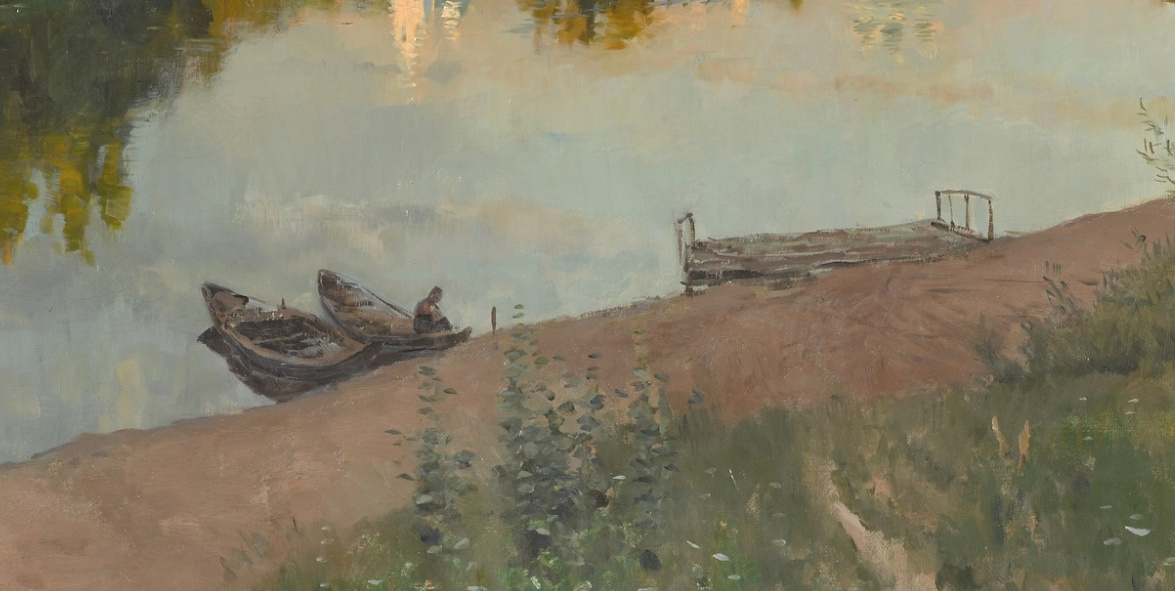
Barques proches de la rive